# Kyukon / ?cm
Singles de Misono
Kazoku no Hi / Aburazemi♀
(2008) End=Start / Shūten ~Kimi no Ude no Naka~
(2009)
Kyukon / ?cm est le 12e single de Misono sorti sous le label Avex Trax le 25 février 2009 au Japon. Il atteint la 40e place du classement de l'Oricon, il reste classé pendant 2 semaines, pour un total de 3 800 exemplaires vendus. Il sort en format CD et CD+DVD.
Kyukon a été utilisé comme thème musical pour l'anime Elite Yankee Saburo, et ?cm a été utilisé comme ouverture pour l'émission Sakigake!. Kyukon et ?cm se trouvent sur l'album Me. Le deuxième clip Tenbin ~Tsuyogari na Watashi x Yowagari na Kimi~, est celui de la chanson que Misono a chanté en solo sur le single It's all Love! en collaboration avec Kumi Kōda.

## Liste des titres
Toutes les paroles sont écrites par Misono.
| 1. | Kyūkon ~Yaruki, Genki, Sono Ki no Nekko~ (球魂～やる気・元気・その木の根っこ～)                | 久保田光太郎 | 3:56 |
| 2. | ?cm                                                                                            | 久保田光太郎 | 3:56 |
| 3. | Kyūkon ~Yaruki, Genki, Sono Ki no Nekko~ (instrumental) (球魂～やる気・元気・その木の根っこ～) | 久保田光太郎 | 3:57 |
| 4. | ?cm (instrumental)                                                                             | 久保田光太郎 | 3:54 |

| 1. | Kyūkon ~Yaruki, Genki, Sono Ki no Nekko~ (球魂～やる気・元気・その木の根っこ～)  |  |
| 2. | Tenbin ~Tsuyogari na Watashi x Yowagari na Kimi~ (天秤～強がりな私×弱がりな君～) |  |